# Meisslbach
Der Meisslbach ist ein rund 0,15 Kilometer langer rechter Nebenfluss des Dorfbaches in der Steiermark. Er entspringt nordöstlich des Hauptortes von Stiwoll und mündet östlich davon in den Dorfbach.